# Frank Schell
Frank Reamer Schell (ur. 22 października 1884 w Harrisburgu, zm. 5 grudnia 1959 w New Rochelle) – amerykański wioślarz, złoty medalista olimpijski.
Wystąpił na igrzyskach olimpijskich w Saint Louis w 1904 roku, gdzie amerykańska osada Vesper Boat Club w składzie: Frederick Cresser, Michael Gleason, Frank Schell, James Flanagan, Charles Armstrong, Harry Lott, Joseph Dempsey, John Exley i Louis Abell zdobyła złoty medal w ósemkach. Srebrnych medalistów, Kanadyjczyków z klubu Toronto Argonauts, Amerykanie wyprzedzili o trzy długości łódki. Startowały tylko dwie drużyny. Był to jego jedyny start olimpijski.
Po zakończeniu kariery został zawodowym wojskowym.